# Haplogarypinus pauperatus
Haplogarypinus pauperatus es una especie de arácnido del orden Pseudoscorpionida de la familia Olpiidae.

## Distribución geográfica
Se encuentra en la República Democrática del Congo.